# Yonder
Yonder (fostă Nethrom Prodimpex) este o companie de IT din Cluj-Napoca, România.
A fost înființată în anul 1993 ca firmă româno-olandeză cu capital privat, având ca principal domeniu de activitate furnizarea de servicii software.
A fost achiziționată la finele anului 2007 de grupul olandez de investiții Total Specific Solution (TSS).
Până în momentul achiziției, fosta firmă Nethrom Prodimpex era deținută de compania olandeză Comprove B.V..
În aprilie 2009, numele companiei a fost schimbat în Yonder.
Număr de angajați:
- 2014: 160 [2]
- 2009: 170 [3]

Cifra de afaceri:
- 2014: 4,1 milioane euro [2]
- 2009: 5,5 milioane euro [3]
- 2008: 4 milioane euro [1]
- 2007: 2,1 milioane euro [1]